# Marek Walczewski

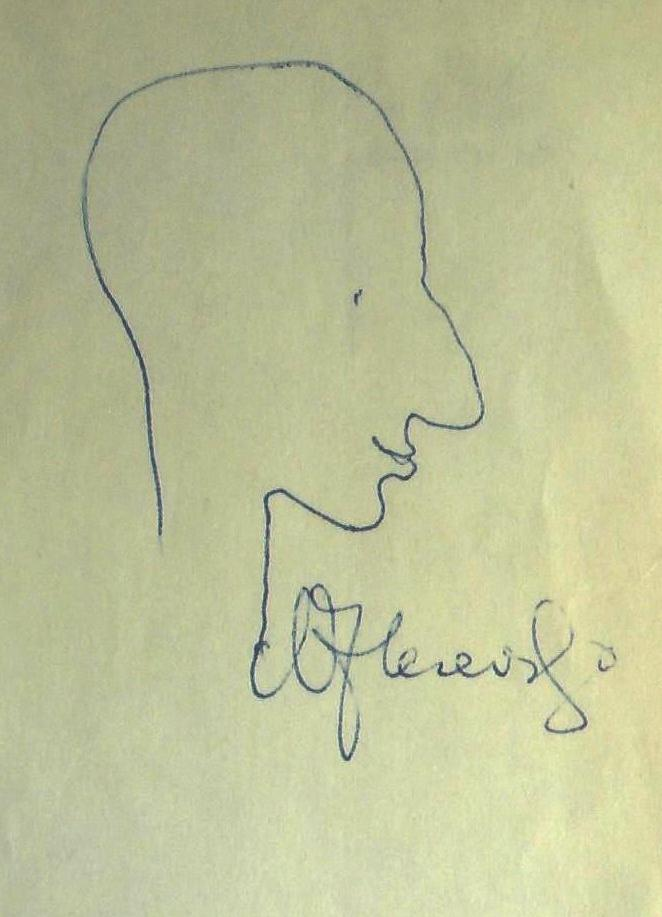
Autogramm Marek Walczewski (1987)

Marek Walczewski (* 9. April 1937 in Krakau; † 26. Mai 2009 in Warschau) war ein polnischer Schauspieler.

## Leben
Marek Walczewski studierte Schauspiel in seiner Heimatstadt Krakau und erhielt sein Diplom 1960. Anschließend wurde er an das Slowacki-Theater in Krakau engagiert. 1964 ging er an das renommierte Teatr Stary in Krakau, wo er mit den großen Regisseuren dieser Zeit zusammenarbeitete: Konrad Swinarski, Jerzy Jarocki und  Józef Szajna. 1972 engagierte ihn Erwin Axer an sein Teatr Współczesny in Warschau, doch bereits 1973 ging er ans Warschauer Teatr Ateneum. Auch die beiden anderen großen Theater in Warschau Dramatisches Theater und Studio-Theater gaben ihm zwischen 1976 und 1992 ein künstlerisches Zuhause.
Der sehr ausdrucksstarke Walczewski spielte die unterschiedlichsten Charaktere in seiner Laufbahn, vor allem den Untiefen Wahnsinniger hat er immer wieder ein Gesicht und eine Stimme gegeben. Auch im Film sind vor allem diese Charaktere in Erinnerung geblieben. In den Jahren vor seinem Tod litt Marek Walczewski an Alzheimer. Seine letzte Rolle spielte er 2004 in dem Film Leben in mir der jungen Regisseurin Małgorzata Szumowska. Für diese Rolle wurden ihm die Texte eingesprochen, so dass er sie noch spielen konnte. Ein letztes Mal erhielt er große Anerkennung für seine schauspielerische Leistung mit dem Preis für die beste Nebenrolle auf dem nationalen polnischen Filmfestival in Gdynia 2004. Walczewski war verheiratet mit der Schauspielerin Małgorzata Niemirska.

## Wichtige Theaterarbeiten
- 1962: Titelrolle in Don Juan von Molière – Regie: Bohdan Korzeniewski
- 1963: Gustaw in Śluby panieńskie von Aleksander Fredro – Regie: Roman Niewiarowicz
- 1965: Graf Henryk in Die un-göttliche Komödie von Zygmunt Krasiński – Regie: Konrad Swinarski
- 1966: Philinte in Der Menschenfeind von Molière – Regie: Zygmunt Hubner
- 1969: Aleksander Wierszynin in Drei Schwestern von Anton P. Tschechow – Regie: Jerzy Jarocki
- 1969: Escambarlat in Donadieu von Fritz Hochwälder – Regie: Aleksander Bardini
- 1971: Tichon in Die Dämonen nach Fjodor Michailowitsch Dostojewski – Regie: Andrzej Wajda
- 1971: König von Frankreich in Ende gut, alles gut von William Shakespeare – Regie: Konrad Swinarski
- 1974: Titelrolle in Dante frei nach der göttlichen Komödie – Regie: Józef Szajna
- 1977: Edgar in König Lear von William Shakespeare – Regie: Jerzy Jarocki
- 1979: Titelrolle in Herr Lemercier spielt Don Quichote nach Miguel de Cervantes – Regie: Witold Zatorski
- 1979: Claudius in Hamlet von William Shakespeare – Regie: Gustaw Holoubek
- 1983: de Sade in Die Verfolgung und Ermordung des Jean Paul Marats in Eigenregie
- 1986: Jonathan Peachum in Die Dreigroschenoper von Bertolt Brecht – Regie: Jerzy Grzegorzewski
- 1992: Polonius in Hamlet von William Shakespeare – Regie: Andrzej Domalik
- 1996: Alceste in Der Menschenfeind von Molière – Regie: Julia Wernio
- 1998: Der Blinde in Alpenglühen von Peter Turrini – Regie: Rafał Sabara

## Filmografie (Auswahl)
- 1963: Die Passagierin (Pasażerka)
- 1968: Wanderdünen (Ruchome piaski) – Regie: Wladyslaw Slesicki
- 1973: Die Hochzeit (Wesele) – Regie: Andrzej Wajda
- 1975: Das gelobte Land (Ziemia obiecana)
- 1975: Nächte und Tage (Noce i dnie) – Regie: Jerzy Antczak
- 1975: Kurier in den Bergen (Trzecia Granica)
- 1975: Geschichte einer Sünde (Dzieje grzechu)
- 1977: Der Tod des Präsidenten (Śmierć prezydenta)
- 1979: Die Blechtrommel
- 1980: Golem – Regie: Piotr Szulkin
- 1985: Retourkutsche (Vabank II, czyli riposta) – Regie: Juliusz Machulski
- 1988: King Size (Kingsajz)
- 2003: König Ubu (Ubu król) – Regie: Piotr Szulkin
- 2004: Leben in mir (Ono)